# Minister za kmetijstvo in okolje Republike Slovenije
Minister za kmetijstvo in okolje Republike Slovenije je bil politični vodja Ministrstva za kmetijstvo in okolje Republike Slovenije, ki ga je predlagal predsednik Vlade Republike Slovenije in imenoval Državni zbor Republike Slovenije ter je bil po Zakonu o Vladi Republike Slovenije član Vlade Republike Slovenije.

## Zakonodaja
Funkcija ministra za kmetijstvo in okolje je bila vzpostavljena z vzpostavitvijo Ministrstva za kmetijstvo in okolje Republike Slovenije 27. januarja 2012 s čimer sta bili ukinjeni funkiciji ministra za kmetijstvo, gozdarstvo in prehrano ter ministra za okolje in prostor.
Od 12. vlade Republike Slovenije je položaj razdeljen na ministra za kmetijstvo, gozdarstvo in prehrano ter ministra za okolje in prostor.

## Delovna področja
Delovna področja za katera je odgovoren minister za kmetijstvo in okolje so:
- biotehnologija,
- dimnikarska dejavnost,
- gozdarstvo,
- hrup,
- industrijske nesreče,
- industrijsko onesnaževanje,
- komunalna in vodna infrastruktura,
- lovstvo,
- kmetijstvo,
- narava,
- odpadki
- odprava posledic naravnih nesreč,
- okoljski management,
- podnebne spremembe,
- promocija lokalne hrane,
- presoje vplivov na okolje,
- rejne živali,
- ribištvo,
- sevanja in svetlobno onesnaženje,
- voda in
- zrak.

## Položaj v Evropski uniji
Minister za kmetijstvo in okolje je član Sveta Evropske unije za okolje (ENVI) in Sveta Evropske unije za kmetijstvo in ribištvo, ki predstavljata dve od oblik Sveta Evropske unije.

## Seznam
Seznam oseb, ki so opravljale funkcijo ministra za kmetijstvo in okolje.
10. vlada Republike Slovenije
- Franc Bogovič (imenovan 10. februarja 2012[5] – odstopil 25. januarja 2013[6])

11. vlada Republike Slovenije
- Dejan Židan (imenovan 20. marca 2013[7] – 18. september 2014)